# Kiba of Akiba
Kiba of Akiba (キバオブアキバ, Kibaobuakiba?, lit. "Garra de Akihabara"), estilizado como KIBA OF AKIBA, es una banda Japonesa de metal alternativo formada en 2008.El 8 de octubre de 2018 se suspendieron las actividades de la banda.

## Miembros
- Futoshi (ふとし?) - Vocalista
- Mora (もら?) - Guitarrista
- Mitsuru (みつる?) - Bajista
- Asai (浅井?) - Programación, Vocalista
- VAVA - Baterista
- Koya Aoki (青木昆陽?) - Teclista, Rangaku

## Discografía

### Álbumes de estudio
| Año  | Detalles de álbum | Desempeño en revistas musicales |
| Año  | Detalles de álbum | JPN Oricon                      |
| ---- | --- | ------------------------------- |
| 2014 | Yeniol (YENIOL?) - Lanzado: 5 de noviembre de 2014 - Discográfica: Kiba of Akiba Production - Formato: CD, Descargable | 92                              |

### Reproducciones extendidas
| No | Fecha de lanzamiento   | Título                                                                 | Detalles |
| -- | ---------------------- | ---------------------------------------------------------------------- | -------- |
| 1  | 3 de noviembre de 2011 | CD Tsuki Wotairisshu Kan Badge Set (CD付ヲタイリッシュ缶バッジセット?) | —        |

### Sencillos
| Año  | Título                                                                                        | Posición en revistas musicales | Posición en revistas musicales | Álbum                |
| Año  | Título                                                                                        | JPN Oricon                     | JPN Hot 100                    | Álbum                |
| ---- | --------------------------------------------------------------------------------------------- | ------------------------------ | ------------------------------ | -------------------- |
| 2012 | "Babymetal × Kiba of Akiba" (con Babymetal)                                                   | 46                             | —                              | Yeniol               |
| 2012 | "Zenbu Uchu ga Warui"                                                                         | 166                            | —                              | Yeniol               |
| 2013 | "Watashi ga Motenai no wa do Kangaetemo Omaera ga Warui! / Tears BREAKER" (con Konomi Suzuki) | 23                             | 43                             | No incluido en álbum |
| 2013 | "Animation With You"                                                                          | —                              | —                              | Yeniol               |